# Vrtnarstvo
Vrtnárstvo ali vrtnárjenje je dejavnost, ki se ukvarja z vzgojo okrasnih rastlin, zelenjave in sadja na vrtu doma ali v bližini doma. Različne rastline so tudi koristne rastline, kot so korenovke, listna zelenjava sadje in zelišča saj jih gojijo in vzgajajo za ljudi. Uporabljamo jih za barvanje ali v  medicinske namene za zdravila ali za kozmetiko oz. za kozmetično uporabo. Vrtnarstvo se šteje za sproščujočo aktivnost za mnogo ljudi.
Vrtnarjenje se giblje v obsegu od sadovnjakov, za dolgo promenadno zasaditev z enim ali več različnih vrst grmov in z drevesi ter različnih rastlin za stanovanjske površine - vrtove. Vrtnarjenje obsega tudi zasaditve trate ter rastlin, ki jih zasadimo v velike ali manjše posode, ki jih postavimo v prostoru ali zunaj. Vrtnarstvo je lahko zelo specializirano, tako da gojijo smo eno vrsto rastlin ali pa gojijo veliko število različnih rastlin v mešanih zasaditvah. Vrtnarstvo se loči oz. razlikuje od kmetijstva ali gozdarstva, saj gre za aktivno sodelovanje pri gojenju rastlin.

## Zgodovina

### "Antiki"
Gozdno vrtnarstvo je sistem pridelave hrane, ki temelji na gozdu in je najstarejša svetovna oblika vrtnarjenja. Gozdno vrtnarstvo je nastalo v prazgodovini vzdolž rečnih bregov rek in v mokrih monsunskih regijah. V postopnem procesu so izboljševali njihovo okolje. Sčasoma so tuje vrste rastlin tudi bile izbrane in vključene v vrtove. 
Po pojavu prvih civilizacij] so predvsem premožni posamezniki začele ustvarjati vrtove za estetske namene. Že v starodavnem Egiptu so se ukvarjali s krajinskim vrtnarstvom, oblikovanjem, saj to priča slika  groba iz leta okoli 1500 pred našim štetjem. Upodabljajo egiptovski lotos,  ribniki so bili obdani s simetričnimi vrstami akacije in palm. Znan primer starodavnih okrasnih vrtov so babilonski viseči vrtovi - enega izmed sedmih čudes antičnega sveta].
Bogati stari Egipčani so uporabljali vrtove za zagotavljanje sence. Egipčani so povezovali drevesa in vrtove z bogovi, in so menili, da so njihovi bogovi zadovoljni z vrtovi. Vrtovi v starem Egiptu so pogosto obdani z obzidjem dreves, ki so bili zasajeni v vrstah. Med bili najbolj priljubljena vrsta zasaditve: lipe - sycamores, jelke in vrbe. Ti vrtovi so bili znak višjega socialno-ekonomskega statusa. Poleg bogatih vrtov so stari Egipčani imeli tudi vinograde, saj je bilo vino znamenje višjih družbenih razredov. 
Stari rimski vrtovi so bili vrtovi, ki so bili določenimi z živimi mejami in z vinsko trto. Vrtovi so vsebovali tudi zelo širok spekter cvetja, modri glavinec, podlesek, ciklame, hijacinte, bršljan, sivka, lilije, narcise, mak, rožmarin in vijolice. Vrtovi so vsebovali tudi kipe in skulpture. 

### Srednji vek
Srednji vek je predstavljalo obdobje upada vrtnarstva za estetske namene. Po padcu Rima, je vrtnarstvo naraščalo s poudarkom na zdravilnih zeliščih in pričeli so tudi z okrasitvami cerkev (oltarje). 
Na splošno, v samostansko vrtnarstvo spadajo: zeliščni vrtovi, pokopališki vrtovi, sadovnjaki, križni hodniki in vinogradi. Posamezni samostani so morda tudi imeli travnato zemljišče z drevesi, kjer so se pasli konji, kot tudi zasebni vrtovi, namenjeni samo menihom znotraj samostana.
Islamski vrtovi so bili zgrajeni po vzoru perzijskih vrtov in so bili obdani z obzidjem ter bili razdeljeni na 4 vodotoke. Običajno je bilo središče vrta bazen ali paviljon. Značilni za islamske vrtove so fontane, ki so bile zgrajene v teh vrtovih.
V poznem 13. stoletju, so pričeli bogati Evropejci vzgajati vrtove za prosti čas, vzgoja zdravilnih zelišč in zelenjave. Ti obdajajo vrtove z obzidjem, da jih zaščitijo pred živalmi in zagotovijo odmaknjenost. V naslednjih dveh stoletjih, so Evropejci začeli s sajenjem trate in s cvetličnimi vrtnicami. Sadna drevesa so bila pogosta v teh vrtovih. Hkrati so bili vrtovi v samostanih kraj za razvijanje in rast cvetja ter naravinih zelišč, vendar so tudi ta prostor (vrt), uporabljali menihi za sprostitev in uživajte v naravi.
Vrtovi v 16. in 17. stoletju so bila simetrična, v razmerju in uravnotežena z bolj klasičnim videzom. Večina teh vrtov bila zgrajena okrog središčne osi in so bila razdeljena v različne dele, ločena z živo mejo. 
Vrtove v renesansi so krasili kipi in fontane. V 17. stoletju, so Evropejci začeli s sajenjem cvetja, kot so tulipani, ognjič in sončnice.
Vrtnarstvo obsega:
- gojenje sadik vrtnin
- gojenje vrtnin v zavarovanem prostoru
- gojenje okrasnih vrtnin
- hidroponsko gojenje vrtnin
- gojenje zelenjadnic
- gojenje izbranih vrtnin
- sonaravno in integrirano pridelovanje vrtnin
- urejanje, načrtovanje, vzdrževanje okolice